# Đặc điểm giới tính thứ cấp

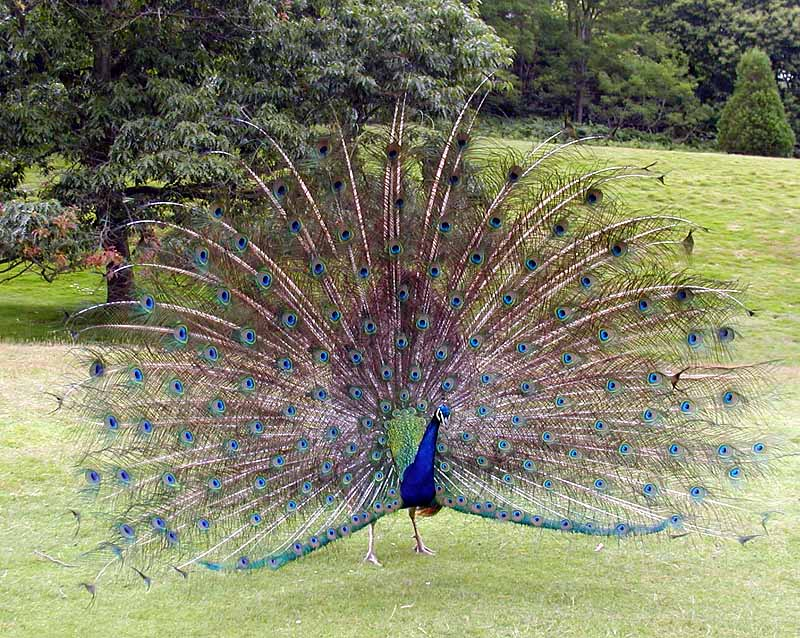
Một con công đực hiển thị cái đuôi dài sặc sỡ của mình, một ví dụ về đặc điểm giới tính thứ cấp

Đặc điểm giới tính thứ cấp là những đặc điểm xuất hiện ở tuổi dậy thì ở người và khi trưởng thành tình dục ở các động vật khác. Điều này đặc biệt rõ ràng trong các đặc điểm kiểu hình lưỡng hình giới tính phân biệt giới tính của một loài, nhưng không giống như các cơ quan sinh dục, không phải là một phần trực tiếp của hệ thống sinh sản. Chúng được cho là sản phẩm của lựa chọn tình dục cho những đặc điểm thể hiện sự phù hợp, mang lại lợi thế cho một cá nhân so với các đối thủ của nó trong việc tán tỉnh và tương tác cạnh tranh. Chúng được phân biệt với các đặc điểm giới tính chính, các cơ quan sinh dục, trực tiếp cần thiết cho việc sinh sản hữu tính xảy ra.
Đặc điểm giới tính thứ phát bao gồm bờm của sư tử đực và lông dài của công đực, ngà của kỳ lân biển đực, proboscise to ở hải cẩu voi và khỉ vòi đực, các màu sắc trên khuôn mặt và tươi sáng của khỉ mặt chó đực, và sừng trong nhiều loài dê và linh dương, và những thứ này được cho là được tạo ra bởi một vòng phản hồi tích cực được gọi là cuộc chạy trốn Fisher được tạo ra bởi đặc tính thứ cấp trong một giới tính và mong muốn về đặc tính đó ở giới tính khác. Chim đực và cá của nhiều loài có màu sáng hơn hoặc đồ trang trí bên ngoài khác nhau. Sự khác biệt về kích thước giữa hai giới cũng được coi là đặc điểm giới tính thứ cấp.
Ở người, các đặc điểm giới tính thứ cấp có thể nhìn thấy bao gồm lông mu, ngực nở và hông to của con cái, râu và yết hầu trên con đực. Tuy nhiên, cả nam và nữ đều có thể phát triển lông mặt.